# Géraud Portal
Géraud Portal (* 28. Dezember 1987 in Bourges) ist ein französischer Jazzmusiker (Kontrabass).

## Leben und Wirken
Portal wurde in eine Familie von Musikliebhabern geboren. Mit acht Jahren spielte er zum ersten Mal einen E-Bass. Nachdem er den Jazz kennenlernte, wechselte er zum Kontrabass und begann intensiv zu lernen. Bereits auf dem Gymnasium freundete er sich mit dem Pianisten Etienne Déconfin an, mit dem er auch später zusammenarbeitete. François Gallix und Gaël Horellou, Mitglieder des Mû-Kollektivs, unterrichteten ihn; David S. Ware wurde sein Mentor und lud ihn nach New York ein; dort kam er mit William Parker in Kontakt.
Seit 2002 gehörte er zum Trio des Saxophonisten Gaël Horellou, mit dem mehrere Alben entstanden. 2012 trat er zudem mit Ari Hoenig auf, dann auch mit Arnold Lee, Ben Solomon und Kush Abadey, mit denen sein 2014 publiziertes Album Fort Greene Story entstand. Im nächsten Jahr folgte mit Etienne Déconfin das gemeinsame Quartett-Album Brothers, das 2015 veröffentlicht wurde. Im selben Jahr zog er nach Paris, wo er im Jazzclub Le Duc des Lombards Jam-Sessions organisierte. Dabei lernte er zahlreiche Musiker kennen, mit denen er 2017 dort sein Tributalbum für Charles Mingus einspielte, Let My Children Hear Mingus. Im Trio von Jacky Terrasson trat er 2022 beim Jazzfestival Bern auf. Weiterhin begleitete er Ali Jackson, Gary Bartz, Jazzmeia Horn, Kirk Lightsey, Saul Rubin, Luigi Grasso, Baptiste Herbin, Éric Legnini, Stéphane Belmondo, Olivier Hutman, Laurent Courthaliac und Plume.

## Diskographische Hinweise
- Jean-Sébastien Simonoviez, Gaël Horellou, Clara Simonoviez, François-Régis Gallix, Géraud Portal Transition Cosmic Power (Black & Blue 2012)
- Fort Greene Story (Gaya Music 2014)
- Géraud Portal, Etienne Déconfin Brothers (Gaya Music 2015, mit Ben Solomon, Kush Abadey)
- Let My Children Hear Mingus (Jazz Family 2018, mit Quentin Ghomari, César Poirier, Luigi Grasso, Vahagn Hayrapetyan, Kush Abadey sowie Mario Ponce-Enrile, Lauent Courthaliac, Joe Sanders)
- Géraud Portal 4tet feat. Jacky Terrasson Zinneke (Outnote Records, 2022, mit Jean-Paul Estiévenart, Plume, Antoine Pierre)